# Andries Treurnicht
Andries Treurnicht, född 19 februari 1921 i Piketberg, Västra Kapprovinsen, död 22 april 1993 i Kapstaden, var en sydafrikansk journalist och högerkonservativ politiker, mest beryktad för sin roll under Sowetoupproret. Treurnicht lämnade senare Nationalistpartiet för att grunda Konservativa partiet 1982, för vilket han var officiell oppositionsledare från 1987 till sin död.
Treurnicht valdes som representant för Nationalistpartiet in i sydafrikanska parlamentet 1971 för Waterberg och blev följande år, förhållandevis gammal ordförande för den boernationalistiska hemliga organisationen Broederbond, en post han behöll i två år. 1976 utsågs han till biträdande utbildningsminister av premiärminister John Vorster. Hans beslut att samma år införa afrikaans som undervisningsmål jämte engelska för Sydafrikas svarta elever väckte avsky och var huvudorsaken till de kravaller som samma år utbröt i förstäderna Soweto, vilket ökade den internationella pressen på den sydafrikanska regeringen. Han valdes 1977 till regional partiordförande för Nationalistpartiet i Transvaal, partiets starkaste fäste, och utsågs följande år till informations- och statistikminister. År 1982 övergav Treurnicht och 18 andra parlamentsledamoter Nationalistpartiet i protest efter att Pieter Willem Bothas strävan att ge landet en ny konstitution kommit i ljuset. 
År 1982 grundade Treurnicht Konservativa partiet, vilket under hans ledarskap fick stort gehör hos den vita valmannakåren i valen 1987 och 1989, då partiet vann 26,6 procent respektive 31,4 procent av de vita valmannakåren och en majoritet av afrikaanernas röster. Majoritetsvalsystemet, det tredelade parlamentet och situationen i landet gjorde honom emellertid till en politisk paria. År 1992 förlorade Treunicht parti en folkomröstning där två tredjedelar av den vita befolkningen gav sitt stöd till fortsatta reformer som företräddes av president F W de Klerk. Reformerna syftade till att ge landet en ny grundlag. Bortåt en tredjedel av den vita befolkningen gav sitt stöd åt nej-linjen, vilken väntats föra den 71-årige Treurnicht till presidentposten om utslaget blivit ett annat. Treurnicht avled under en hjärtoperation följande år, kort efter att partitoppen Clive Derby-Lewis' inblandning i mordet på kommunistpartiets ordförande Chris Hani uppdagats.